# Лапи (місто)

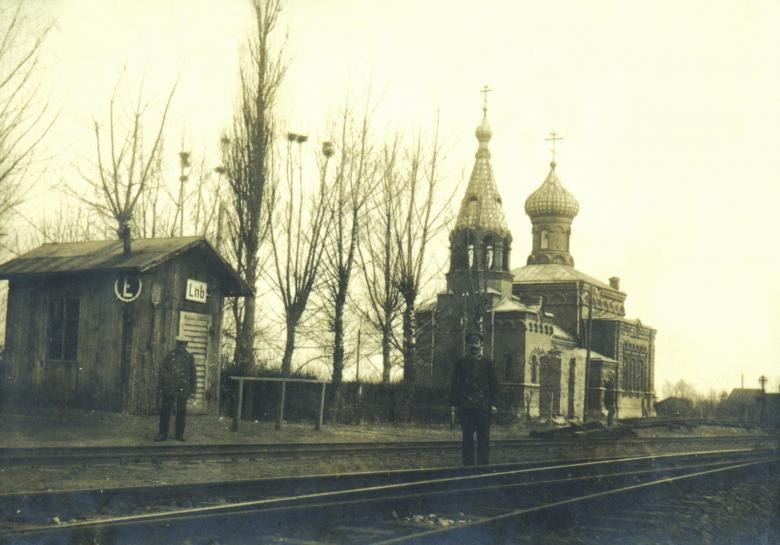
Церква Св. Миколая знищена під час акції Ревіндикації

Ла́пи (підляський говір Лапи), (пол. Łapy) — місто в північно-східній Польщі, на річці Нарев.  
Належить до Білостоцького повіту Підляського воєводства.

## Демографія
Демографічна структура станом на 31 березня 2011 року:
|          | Загалом | Допрацездатний вік | Працездатний вік | Постпрацездатний вік |
| -------- | ------- | ------------------ | ---------------- | -------------------- |
| Чоловіки | 7872    | 1401               | 5691             | 780                  |
| Жінки    | 8353    | 1341               | 5219             | 1793                 |
| Разом    | 16225   | 2742               | 10910            | 2573                 |